# Torre Palacio de Murga

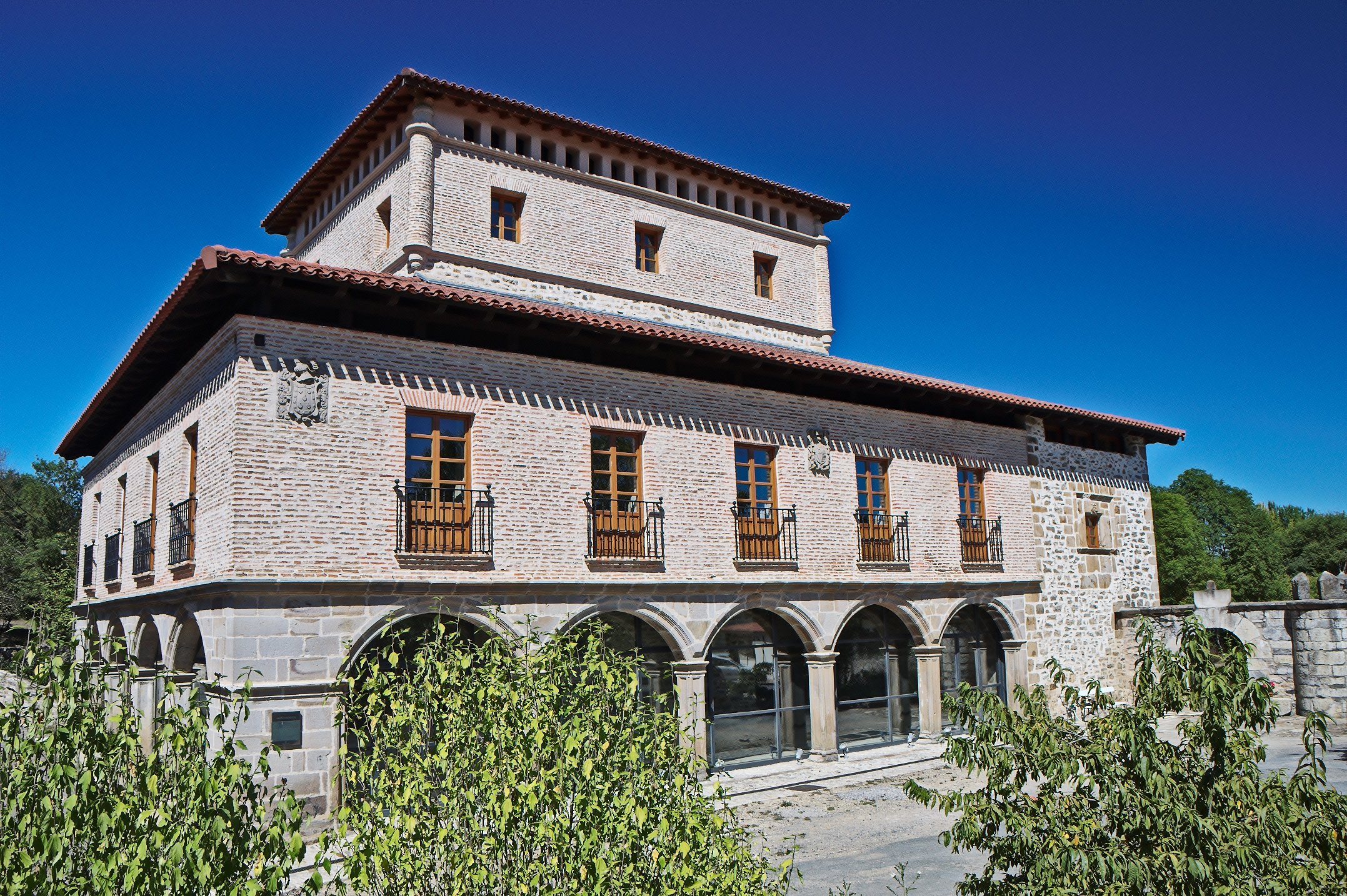
Torre de Murga.

La Torre-Palacio de Murga se encuentra en Murga, pueblo perteneciente al municipio de Ayala (Álava, España). La torre domina el puente que cruza el río Izoria.
El acceso se realiza por un bosque, al final del que existe una zona despejada, donde se encuentra la torre.
Se encuentra parcialmente rodeada por un bello palacio del siglo XVI, que la rodea por tres de sus lados, dando una imagen de casa señorial del siglo XVI avanzado. A su derecha se adosó otro palacio, del siglo XV.

### La torre
La torre se aprecia bien por el lado norte, en la que se ve en toda su altura, donde el río hace de foso y el puente próximo quedaba fácilmente defendido. Las plantas inferiores son de piedra de mampostería y de ladrillo la superior. Se aprecian saeteras, que seguramente, también tendrían los otros alzados.
En el resto de fachadas solo pueden la verse las últimas plantas, de ladrillo, que se asoman sobre la cubierta del palacio. Presenta en las esquina pequeños cubos cilíndricos, a modo de garitones, apeados en ménsulas molduradas. En el piso alto se abren pequeñas ventanas que recuerdan las almenas de las fortalezas.

La Torre de Murga fue construida entre el año 1270 y 1272 por voluntad de Juan Sánchez de Murga “Chicubín”, octavo Señor de Ayala y fundador del linaje de los Murga, en la margen derecha del río Izoria.
La torre original era un edificio de planta rectangular, de 8,50 m de largo por 12,15 m de ancho. Actualmente se conserva hasta una altura de 11,8 m (el corte superior del edificio se sitúa al nivel de la solera del tercer piso). La justificación táctica, militar, de la torre radicaba en la atalaya; todo se organiza en función de la misma, incluso, la vivienda señorial. La torre se coloca precisamente allí de donde obtiene sus recursos económicos, como el puente que cruzaba el río y ciertas aceñas, que la documentación coloca pegadas al edificio. También en las proximidades, en la población de Murga, se encuentra la iglesia de San Juan cuyo patronato perteneció al linaje de la torre. La torre no pretendía un control estratégico de un territorio dado, ni siquiera el de un tramo de ruta. La torre solo proyectaba un control puntual, efectivo, inmediato e indiscutible, sobre ciertos recursos económicos fundamentales para el linaje.
Parece ser que durante el tiempo en que Sancho García de Murga ejerce como tutor de los jóvenes legatarios de Murga y de los bienes de la familia, se produce esta transformación del edificio militar en vivienda palaciega. Por su naturaleza, la construcción de un palacio constituye el reflejo de un contexto sociopolítico totalmente diferente al que encontrábamos en las últimas décadas del siglo XV. Proporcionalmente, tanto vale la distancia conceptual que media entre la torre y el palacio, como entre la sociedad de mediados del siglo XIV y la de mediados del siglo XVI. En el contexto político, la torre empezaba a adquirir un papel central como vivienda palaciega, así como símbolo del arraigo y antigüedad del linaje.
No transcurrió demasiado tiempo hasta el momento en que la torre-palacio de Murga sufre una nueva y profunda remodelación. El edificio, con sus transformaciones, delata la evolución del linaje y el cambio en las formas de vivir y concebir los espacios. Visualmente, este es el edificio que llegará hasta la actualidad. Supera el funcionalismo que se limita a responder con eficacia a las necesidades de la vida residencial, y adquiere su mayor carga simbólica, la representación del nivel social de sus moradores.
En su aspecto exterior la configuración del edificio se transformó muy poco a lo largo de tres siglos, y aún en la actualidad. salvo en algunos detalles, se mantuvo igual desde la última ampliación del palacio que, sin embargo, sí sufrió algunas remodelaciones en su interior.
A partir de mediados del siglo XVII, la torre quedó abandonada por los señores, que por diversos avatares y vinculación a otros linajes se trasladaron a Vizcaya y la Torre pasó a ser arrendada a labradores y ganaderos, por lo que sufrió pequeñas modificaciones.
En 1993, los descendientes de Juan Sánchez de Murga realizaron un proceso de restauración del entorno y del edificio y el resultado salta a la vista. Al ser un edificio privado no está abierto al público pero puede visitarse con cita previa.
Resaltar, asimismo, su inclusión dentro del Inventario General del Patrimonio Cultural Vasco, con la categoría de Monumento.
El torreón mide 13,60 x 9,50. En el interior del palacio de abre su puerta principal, a la altura del primer piso, con arco apuntado. Conserva la escalera de acceso de piedra, con mucha pendiente. También mantiene una carpintería muy antigua, de doble hoja y tranca de madera. Aparece otra puerta, hoy cerrada, en la zona de la galería, a la altura de planta baja, su aspecto es similar a la principal.
La estructura interior de la torre es de madera, conservando la escalera del mismo material.

### El palacio
El palacio mide 25,80 x 15,80, siendo su elemento más llamativo una galería renacentista de cinco arcos al frente y cuatro al costado.
La planta primera es de ladrillo, excepto al este, donde es de mampostería y dispone una ventana renacentista con las armas de los Murga. El resto de la planta tiene unos huecos, ventanas y balcones, que son posteriores. En esta misma altura aparecen los escudos nobiliarios de la familia de la torre.
Adosado al flanco derecho existe un arco de medio punto construido con dovelas, de considerable anchura, por el que se accede al jardín. En este mismo cuerpo existe un torreón de sillería, rematado por una pequeña cornisa. El piso es de losas de piedra, por lo que podría pensarse que pudiera existir un muro que cerrase el patio.
Al final de la serie de cobertizos se encuentra un segundo torreón similar al anterior.
Todos estos cobertizos son construcciones inadecuadas que desfiguran el conjunto, pero necesarios para las tareas agrícolas y mantenimiento general de la finca.